# Велика Розтока
Вели́ка Розто́ка — село в Україні, у Закарпатській області, Хустському районі. Входить до складу Іршавської міської громади.
Gázló, Szollos-rosztoka, Roztoka, Beregrosztoka (в угорських джерелах), Бережанська Розтока. Згадка у 1586 році
У селі Велика Розтока, є родовище мінеральних термальних вод, що використовується в бальнеологічних цілях. Цю колгоспну лікувальницю на березі річки Боржава відкрили 1965 року, коли шукали поклади нафти й газу. Вода з надр виходить сама, самопливом, бо виштовхується метаном. Температура вод — 38°С. Склад води досліджував Одеський інститут курортології, де зробили висновок про цілющі властивості води.

## Населення
Згідно з переписом УРСР 1989 року чисельність наявного населення села становила 577 осіб, з яких 277 чоловіків та 300 жінок.
За переписом населення України 2001 року в селі мешкало 613 осіб. 100 % населення вказало своєю рідною мовою українську мову.

## Туристичні місця
- родовище мінеральних термальних вод, що використовується в бальнеологічних цілях.